# Donald S. Russell

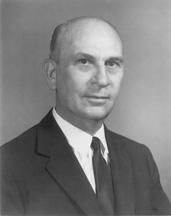
Donald S. Russell

Donald Stuart Russell (* 22. Februar 1906 in Lafayette Springs, Lafayette County, Mississippi; † 22. Februar 1998 in Spartanburg, South Carolina) war ein US-amerikanischer Politiker (Demokratische Partei) und von 1963 bis 1965 Gouverneur von South Carolina. Diesen Bundesstaat vertrat er außerdem im US-Senat.

## Frühe Jahre und politischer Aufstieg
Nach der Grundschule studierte Donald Russell an der University of Michigan und der University of South Carolina. Nach seiner Zulassung als Rechtsanwalt im Jahr 1928 ließ er sich in Spartanburg als Anwalt nieder und praktizierte dort zwischen 1930 und 1942. In diesem Jahr ging er nach Washington, D.C. und wurde im Kriegsministerium angestellt. Von 1944 bis 1945 war er Major im Stab des Alliierten Hauptquartiers in Europa.
Im Jahr 1945 wurde er von seinem Freund James F. Byrnes, dem damaligen US-Außenminister, zum Staatssekretär für administrative Angelegenheiten (Assistant Secretary of State for Administration) in dessen Ministerium ernannt. Diese Stellung behielt er bis 1947. Zu der Zeit war er auch Mitglied einer Kommission, die die Organisation des Außenministeriums reformierte. Zwischen 1951 und 1957 war er Präsident der University of South Carolina. Danach praktizierte er bis 1962 wieder als Anwalt. Eine erste Kandidatur für das Amt des Gouverneurs scheiterte 1958 in den Vorwahlen.

## Gouverneur von South Carolina
Donald Russell bewarb sich im Jahr 1962 erneut für das Amt des Gouverneurs und erhielt diesmal die Unterstützung seiner Partei. Die Wahlen vom 6. November 1962 gewann er ohne Gegenkandidaten. Er trat sein neues Amt am 15. Januar 1963 an. In seiner Amtszeit wurde der erste Afroamerikaner am Clemson College zugelassen. Auch an der University of South Carolina wurden die ersten schwarzen Studenten eingeschrieben. Es war die Zeit der Bürgerrechtsbewegung und des Kampfes um die Beendigung der Rassentrennung, nicht nur in South Carolina, sondern in allen Südstaaten der USA.

## US-Senator und Richter
Am 22. April 1965 trat Russell von seinem Amt zurück, um den Sitz des verstorbenen Olin D. Johnston im US-Senat zu übernehmen. Für die folgende Nachwahl im Jahr 1966 wurde er aber nicht nominiert; er verlor die demokratische Primary gegen Fritz Hollings. Von 1967 bis 1971 war er Richter am Bundesbezirksgericht für den westlichen Distrikt von South Carolina, ehe er im Jahr 1971 durch Präsident Richard Nixon als Nachfolger von Simon Sobeloff zum Richter am Bundesberufungsgericht für den vierten Gerichtskreis ernannt wurde. Dieses Amt übte er bis zu seinem Tod im Jahr 1998 aus; er verstarb an seinem 92. Geburtstag. Donald Russell war mit Virginia Utsey verheiratet, mit der er vier Kinder hatte.